# Йонеяма-Мару
Йонеяма-Мару — транспортне судно, яке під час Другої світової війни брало участь у операціях японських збройних сил на Тихому океані. 
Судно спорудили як «Каян-Мару» в 1919 році на верфі Mitsubishi Yososen у Нагасакі для компанії Katsuta Steamship. В 1923-му новим власником стала Itaya Shosen, що перейменувала судно на «Йонеяма-Мару».
В жовтні 1941-го «Йонеяма-Мару» реквізували для потреб Імперської армії Японії. 
18 грудня 1941-го із Мако (важлива база японських ВМС на Пескадорських островах у південній частині Тайванської протоки) та двох тайванських портів вийшло 76 транспортів, що перевозили сили вторгнення до затоки Лінгайєн на острові Лусон (перший ешелон почав висадку 22 грудня). Одним із задіяних у операції транспортів став «Йонеяма-Мару».
19 лютого 1942-го «Йонеяма-Мару» та ще 38 транспортів полишили якірну стоянку Голо (поблизу однойменного острова в архіпелазі Сулу), маючи на борту 48-му піхотну дивізію. Під час переходу до конвою приєднались ще 6 транспортів, але два судна відділились. 27 лютого з'єднання бойових кораблів виграло битву в Яванському морі й у перші години 1 березня транспортні судна розпочали висадку військ на сході острова Ява біля Крагану.
14 квітня 1942-го «Йонеяма-Мару» та ще 31 судно вийшли із Сінгапуру та попрямували до Рангуну (Транспортний загін № 3). 19 квітня вони прибули до місця призначення та приступили до висадки доставлених частин, передусім 56-ї змішаної бригади.
28 березня 1943-го «Йонеяма-Мару» вийшло з японського порту Саєкі до Палау (важливий транспортний хаб на заході Каролінського рахіпелагу). Перехід здійснювався в конвої «K2» операції «Військові перевезення №8», основною метою якої було постачання Рабаулу – головної передової бази у архіпелазі Бісмарка, з якої провадились японські операції на Соломонових островах та сході Нової Гвінеї.
19 травня 1943 «Йонеяма-Мару» знову (або все ще) було на Палау, звіки вийшло в конвої № 2502, що 26 травня прибув до Балікпапану – одного з центрів нафтовидобутку на східному узбережжі Борнео.
Станом на кінець червня 1943-го судно опинилось у Сурабаї (головний порт на сході острова Ява), звідки вийшло 27 червня вийшло в конвої із завданням здійснити рейс до Рабаула. Надвечір 30 червня у Макассарській протоці по японському загону дав невдалий торпедний залп американський підводний човен USS Thresher. Субмарина продовжила переслідувати конвой та 1 липня провела дві торпедні атаки по есмінцю «Хокадзе», що забезпечував ескорт. Унаслідок другої есмінець зазнав важких пошкоджень носової частини та, щоб не затонути, викинувся на мілину біля узбережжя Целебесу. За дві години після настання 2 липня, коли транспорти вже вийшли з протоки у море Сулавесі, USS Thresher торпедував та потопив «Йонеяма-Мару», загинуло невідома кількість членів екіпажу та 11 військовослужбовців з загону охорони, який був приписаний до судна.